# Dave Ulrich
David Olson Ulrich (sinh năm 1953) là một giáo sư đại học, tác giả, diễn giả, chuyên gia huấn luyện và tư vấn quản lý.
Ulrich là giáo sư kinh doanh tại Trường Kinh doanh Ross, Đại học Michigan và là đồng sáng lập RBL Group. Cùng với các đồng nghiệp của mình, ông đã viết hơn 30 đầu sách về chủ đề nghề nhân sự, doanh nghiệp, ảnh hưởng của lãnh đạo đến khách hàng và nhà đầu tư.
Ulrich là thành viên của Ban Giám đốc Herman Miller trong 17 năm, đồng thời cũng là thành viên Học viện Nguồn nhân lực Quốc gia Hoa Kỳ và phục vụ trong Hội đồng Quản trị Đại học Nam Virginia trong 9 năm.
Dave Ulrich được BusinessWeek xếp hạng là Chuyên gia Giáo dục & Quản lý hàng đầu, được Fast Company bình chọn là một trong 10 nhà lãnh đạo đổi mới và sáng tạo nhất. Ông cũng đồng thời nằm trong 21 người có tên trong Đại sảnh Danh vọng Tư tưởng, và được vinh danh là nhà tư tưởng có ảnh hưởng nhất trong ngành Nhân sự của thập kỷ do tạp chí HR bình chọn.

## Xuất thân
Ulrich sinh ra ở Ely, Nevada và lớn lên ở Oregon. Thời gian học trung học, gia đình ông chuyển đến sống ở Thành phố Kansas, Missouri.
Ulrich theo học Đại học Brigham Young và lấy bằng Nghiên cứu Đại học. Sau đó, ông bắt đầu học cao học về Hành vi tổ chức (Organizational Behavior). Ông lấy bằng Tiến sĩ Kinh doanh (Lý thuyết Tổ chức) tại Đại học California, Los Angeles.

## Sự nghiệp
Mối quan tâm chuyên môn của Dave Ulrich là giải quyết các vấn đề về cách tổ chức gia tăng giá trị cho khách hàng và nhà đầu tư thông qua nhân tài, năng lực lãnh đạo, cơ cấu và nguồn nhân lực. Ông và các đồng nghiệp đã có nhiều đóng góp giúp định hình và chuyển đổi ngành nhân sự.
Cùng với các đồng nghiệp của mình, Ulrich đã trình bày rõ cách thức tổ chức nhân sự hiện đại có thể được tổ chức thành các dịch vụ chia sẻ, trung tâm chuyên môn và đối tác kinh doanh. Ông đã tổ chức nghiên cứu trên 125.000 người về các năng lực nhân sự cần thiết. Ngoài ra, ông đã góp phần hình thành tư duy về cách chuyển đổi các hoạt động nhân sự phù hợp với nhu cầu của khách hàng và năng lực của tổ chức hơn.
Trong lĩnh vực lãnh đạo, Norm Smallwood và Ulrich đã có nhiều nghiên cứu về tầm quan trọng của phát triển lãnh đạo; cụ thể, họ đã chỉ ra ảnh hưởng của lãnh đạo với việc gia tăng thị phần khách hàng - thông qua xây dựng thương hiệu lãnh đạo trong công ty. Công trình của họ cho thấy đầu tư vào phát triển lãnh đạo sẽ làm tăng giá trị cổ đông, tổng hợp các mô hình năng lực lãnh đạo thành một quan điểm thống nhất.
Dave từng tham gia phát biểu trong series Diễn giả xuất sắc của Học viện Tài chính Châu Á vào năm 2014.

## Tác phẩm
Sách
- Ulrich, Dave; Younger, Jon; Brockbank, Wayne; Ulrich, Mike (2012). HR from the outside in: the next era of human resources transformation. New York: McGraw-Hill. ISBN 9780071802666.
- ——; Brockbank, Wayne; Younger, Jon; Ulrich, Mike (2012). Global HR competencies: mastering competitive value from the outside in. New York, NY: McGraw-Hill. ISBN 9780071802680.
- ——; Sutton, Robert (2010). Asian Leadership: What Works. Singapore Ministry of Manpower; McGraw-Hill. ISBN 9780071084307.
- —— (2010). Leadership in Asia: challenges, opportunities, and strategies from top global leaders. New York: McGraw-Hill. ISBN 9780071743846.
- ——; Ulrich, Wendy (2010). The Why of Work: How Great Leaders Build Abundant Organizations That Win. New York: McGraw-Hill. ISBN 9780071739351.
- ——; Allen, Justin; Brockbank, Wayne; Younger, Jon; Nyman, Mark (2009). HR Transformation: Building Human Resources from the Outside In. Chicago: McGraw-Hill. ISBN 9780071638708.
- ——; Brockbank, Wayne; Johnson, Dani; Sandholtz, Kurt; Younger, Jon (2008). HR Competencies: Mastery at the Intersection of People and Business. Alexandria, Va: Society for Human Resource Management. ISBN 9781586441135.
- ——; Smallwood, W. Norman (2007). Leadership Brand: Developing Customer-Focused Leaders to Drive Performance And Build Lasting Value. Boston, MA: Harvard Business School Press. ISBN 9781422110300.
- ——; Eichinger, Robert W.; Ruyle, Kim E. (2007). FYI for Strategic Effectiveness: Aligning People and Operational Practices to Strategy. Minneapolis, MN: Lominger. ISBN 1933578068.
- ——; Eichinger, Robert W.; Kulas, John; De Meuse, Ken (2007). 50 More Things You Need to Know: The Science behind Best People Practices for Managers and HR Professionals. Minneapolis, MN: Lominger. ISBN 1933578084.
- ——; Smallwood, Norm (2006). How Leaders Build Value: Using People, Organization and Other Intangibles to Get Bottom-Line Results. Hoboken, NJ: Wiley. ISBN 047176079X.
- ——; Brockbank, Wayne (2005). The HR Value Proposition. Boston, MA: Harvard Business School Press. ISBN 1591397073.
- ——; Losey, Michael; Meisinger, Sue (2005). Future of Human Resource Management: 64 Thought Leaders Explore the Critical HR Issues of Today and Tomorrow. Hoboken, NJ: Wiley. ISBN 0471677914.
- ——; Carter, Louis; Goldsmith, Marshall; Bolt, Jim; Smallwood, Norm (2003). The Change Champion's Fieldguide: Strategies and Tools for Leading Change in Your Organization. New York: Best Practice Publications. ISBN 0974038806.
- ——; Smallwood, W. Norman (2003). Why the Bottom Line Isn't: How to Build Value Through People and Organization. Hoboken, NJ: Wiley. ISBN 047144510X.
- Carter, Louis; Ulrich, Dave; Goldsmith, Marshall (2005). Best Practices in Leadership Development and Organization Change: How the Best Companies Ensure Meaningful Change and Sustainable Leadership. San Francisco: Pfeiffer. ISBN 0787976253.
- Lawler, Edward E.; Ulrich, Dave; Fitz-enz, Jac; Madden, James; Maruca, Regina (2004). Human Resources Business Process Outsourcing: Transforming How HR Gets Its Work Done. San Francisco: Jossey-Bass. ISBN 0787971634.
- Lombardo, Michael M.; Eichinger, Robert W.; Ulrich, Dave; Cannon, Kathleen (2004). 100 Things You Need to Know: Best Practices for Managers and HR. Minneapolis, MN: Lominger. ISBN 0974589209.
- Ulrich, Dave; Kerr, Steve; Ashkenas, Ron (2002). GE Workout: how to implement GE's revolutionary method for busting bureaucracy and attacking organizational problems--fast!. New York: McGraw-Hill. ISBN 0071384162.
- Becker, Brian; Huselid, Mark; Ulrich, Dave (2001). HR Scorecard: Linking People, Strategy, and Performance. Boston, MA: Harvard Business School Press. ISBN 1578511364.
- Ulrich, Dave; Zenger, Jack; Smallwood, Norm (1999). Results Based Leadership: How Leaders Build the Business and Improve the Bottom Line. Boston: Harvard Business School Press. ISBN 9781578513192.
- Yeung, Arthur K.; Ulrich, Dave; Nason, Stephen W.; Von Glinow, Mary A. (1999). Organizational Learning Capability: Generating and Generalizing Ideas with Impact. New York: Oxford University Press. ISBN 0195102045.
- Ulrich, Dave (1998). Delivering Results: A New Mandate for Human Resource Professionals. Boston: Harvard Business School Press. ISBN 0875848699.
- ——; Losey, Michael R.; Lake, Gerry (1997). Tomorrow's HR Management: 48 Thought Leaders Call for Change. Chichester, England; New York: Wiley. ISBN 0471197149.
- —— (1997). Human Resource Champions: The Next Agenda for Adding Value and Delivering Results. Boston, MA: Harvard Business School Press. ISBN 0875847196.
- Ashkenas, Ron; Ulrich, Dave; Kerr, Steve; Jick, Todd (1995). The Boundaryless Organization: Breaking the Chains of Organization Structure. San Francisco: Jossey-Bass. ISBN 078790113X.
- Ulrich, Dave; Lake, Dale (1990). Organizational Capability: Competing from the Inside Out. New York: Wiley. ISBN 0471618071.